# Robert B. Van Valkenburgh

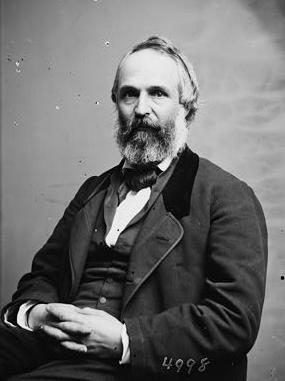
Robert B. Van Valkenburgh

Robert Bruce Van Valkenburgh (* 4. September 1821 in Prattsburgh, New York; † 1. August 1888 in Suwanee Springs, Florida) war ein US-amerikanischer Offizier und Politiker. Zwischen 1861 und 1865 vertrat er den Bundesstaat New York im US-Repräsentantenhaus.

## Werdegang
Robert Bruce Van Valkenburgh wurde ungefähr sechs Jahre nach dem Ende des Britisch-Amerikanischen Krieges im Steuben County geboren. Er besuchte die Franklin Academy in Prattsburgh. Dann studierte er Jura. Nach dem Erhalt seiner Zulassung als Anwalt begann er in Bath zu praktizieren. Er saß 1852, 1857 und 1858 in der New York State Assembly. Während des Bürgerkrieges kommandierte er die Rekrutierungsstelle in Elmira und stellte 17 Regimenter auf. Er war Colonel im 107. Regiment der New York Volunteer Infantry und dessen Kommander bei der Schlacht am Antietam.
Politisch gehörte er der Republikanischen Partei an. Bei den Kongresswahlen des Jahres 1860 für den 37. Kongress wurde Van Valkenburgh im 28. Wahlbezirk von New York in das US-Repräsentantenhaus in Washington, D.C. gewählt, wo er am 4. März 1861 die Nachfolge von William Irvine antrat. 1862 kandidierte er im 27. Wahlbezirk von New York für den 38. Kongress. Nach einer erfolgreichen Wahl trat er am 4. März 1863 die Nachfolge von Alexander S. Diven an. Er schied nach dem 3. März 1865 aus dem Kongress aus. Während seiner beiden Amtsperioden hatte er den Vorsitz über das Committee on Militia.
Nach dem Kriegsende war er 1865 Acting Commissioner of Indian Affairs. Am 18. Januar 1866 wurde er als Nachfolger von Robert H. Pruyn zum US-Minister Resident in Japan ernannt – eine Stellung, die er bis zum 11. November 1869 innehatte. Dann ließ er sich in Florida nieder. Am 20. Mai 1874 wurde er zum beisitzenden Richter am Supreme Court of Florida ernannt. Er bekleidete die Stellung bis zu seinem Tod am 1. August 1888 in Suwanee Springs bei Live Oak im Suwannee County. Sein Leichnam wurde dann auf dem Old St. Nicholas Cemetery auf der Südseite des St. Johns River südlich von Jacksonville beigesetzt.